# Тантит
Тантит — редкий минерал. Химическая формула — Ta2O5. Тантит образует прозрачные микроскопические бесцветные блестящие кристаллы. Твёрдость минерала по шкале Мооса — 7. Удельная плотность высокая — 8,45. Согласно химическому анализу, в найденных минералах находится не только тантит, но и 1,3% оксида ниобия. 
Впервые он был описан в 1983 году, был найден на Кольском полуострове, в России. Поступали такеже сообщения о том, что минерал был найден в округе Флоренс, в штате Висконсин.  